# Xestia khadoma
Xestia khadoma är en fjärilsart som beskrevs av Charles Boursin 1963. Xestia khadoma ingår i släktet Xestia och familjen nattflyn. Inga underarter finns listade i Catalogue of Life.